# 안티오코스 3세 메가스
안티오코스 3세 대왕(그리스어: Ἀντίoχoς Μέγας, 기원전 241년경 ~ 기원전 187년, 재위 기원전 222년 ~ 기원전 187년)은 셀레우코스 2세의 차남로 기원전 223년에 약 18세의 나이로 셀레우코스 제국의 6번째 임금이 되었다. 어린 나이에 왕위에 오른 안티오코스는 야심찬 군주였다. 초기엔 프톨레마이오스 왕국과 전쟁을 벌이다 패하였으나, 이후에 안티오코스는 셀레우코스 1세 니카토르 이후 가장 성공적인 군주임을 입증하였다. 자신의 이름에 붙는 전통적인 표현인 '메가스'(Μέγας, '위대한')은 동방 정복 이후에 붙은 별명이었다. 또 코엘레 시리아를 정복한 뒤에는 전통적인 페르시아의 군주 칭호인 "대왕"(Βασιλεύς Μέγας)이라는 칭호도 얻었다.
| 전임 셀레우코스 3세 케라우노스 | 제6대 셀레우코스 왕 기원전 223년 - 기원전 187년 | 후임 셀레우코스 4세 필로파토르 |